# بالمینگ تایگر
بالمینگ تایگر (انگلیسی: Balming Tiger; کره‌ای: 바밍타이거) یک گروه کالکتیو موسیقی اهل کره جنوبی متشکل از کارگردان سان یاون، رپر امگا ساپین، دی‌جی ابیس، کارگردانان موزیک ویدئو Jan'Qui و لی‌سوهو، خواننده ترانه‌پردازان سوگوم، دابلیوان‌جی‌ان و مود د استیودنت، و ادیتور هِن‌سون است. گروه در سال ۲۰۱۸ نخستین تک‌آهنگ خود را با نام «I'm Sick» منتشر کرد. بالمینگ تایگر خود را با عنوان یک «جایگزین چندملیتی گروه کی پاپ» توصیف می‌کند و از محدود شدن یا تعریف شدن با یک ژانر خاص خودداری می‌کند.

## ترانه‌شناسی

### تک‌آهنگ‌ها
| عنوان                                                     | سال  | بالاترین جایگاه جدول | بالاترین جایگاه جدول | آلبوم                   |
| عنوان                                                     | سال  | نیوزیلند هات         | ایالات متحده دیجیتال | آلبوم                   |
| --------------------------------------------------------- | ---- | -------------------- | -------------------- | ----------------------- |
| «I'm Sick»                                                | ۲۰۱۸ | —                    | —                    | تک‌آهنگ‌های خارج از آلبوم |
| «آرمادیلو» (Armadillo)                                    | ۲۰۱۹ | —                    | —                    | تک‌آهنگ‌های خارج از آلبوم |
| «کولو کولو» (Kolo Kolo)                                   | ۲۰۲۰ | —                    | —                    | تک‌آهنگ‌های خارج از آلبوم |
| «Just Fun!»                                               | ۲۰۲۱ | —                    | —                    | تک‌آهنگ‌های خارج از آلبوم |
| «لوپ؟» (Loop?)                                            | ۲۰۲۱ | —                    | —                    | تک‌آهنگ‌های خارج از آلبوم |
| «سکسی نوکیم» (کره‌ای: 섹시느낌) (با همکاری آراِم از بی‌تی‌اس) | ۲۰۲۲ | ۳۳                   | ۳۰                   | تک‌آهنگ‌های خارج از آلبوم |

## جوایز و نامزدی‌ها
| مراسم جوایز             | سال  | دسته                   | نامزد(ها)/اثر(ها)         | نتیجه    | منابع |
| ----------------------- | ---- | ---------------------- | ------------------------- | -------- | ----- |
| جوایز موزیک ویدئو برلین | ۲۰۲۰ | چرندترین (Most Trashy) | «کولو کولو»               | نامزدشده | [ ۵ ] |
| جوایز هیپ هاپ کره‌ای     | ۲۰۱۹ | موزیک ویدئوی سال       | «I'm Sick»                | نامزدشده | [ ۶ ] |
| جوایز هیپ هاپ کره‌ای     | ۲۰۲۰ | موزیک ویدئوی سال       | «آرمادیلو»                | برنده    | [ ۷ ] |
| جوایز هیپ هاپ کره‌ای     | ۲۰۲۳ | همکاری سال             | «سکسی نوکیم» (همراه آراِم) | برنده    | [ ۸ ] |
| جوایز هیپ هاپ کره‌ای     | ۲۰۲۳ | موزیک ویدئوی سال       | «سکسی نوکیم» (همراه آراِم) | برنده    | [ ۸ ] |